# Pleurothallis scabripes
Pleurothallis scabripes är en orkidéart som beskrevs av John Lindley. Pleurothallis scabripes ingår i släktet Pleurothallis och familjen orkidéer. Inga underarter finns listade i Catalogue of Life.